# 第2次ディズレーリ内閣

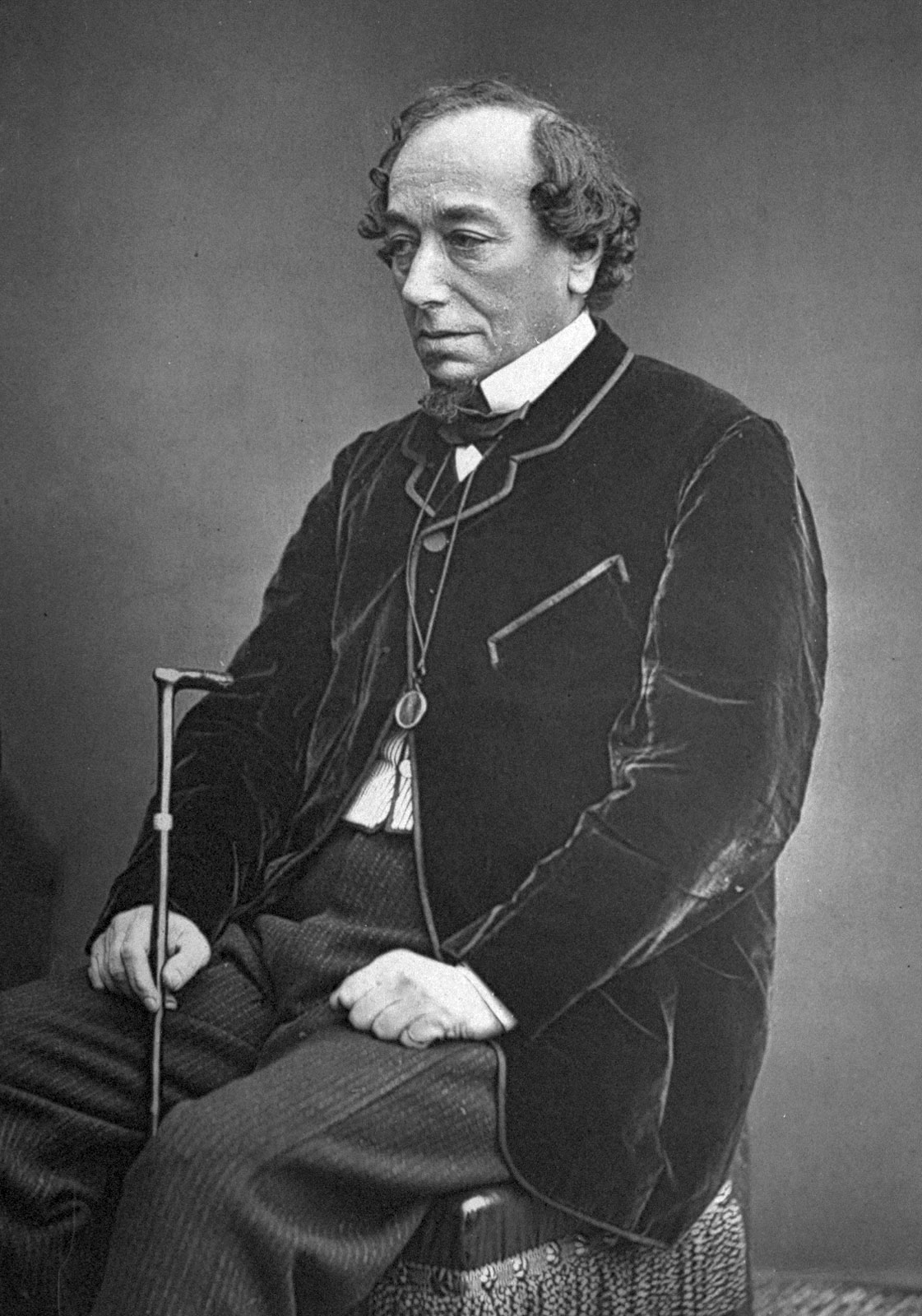
1878年のベンジャミン・ディズレーリ首相

第2次ディズレーリ内閣（だいにじディズレーリないかく、英語: Second Disraeli ministry）は、1874年2月から1880年4月まで続いた保守党党首ベンジャミン・ディズレーリを首相とするイギリスの内閣である。

## 成立の経緯
保守党は1868年11月の総選挙に敗れて下野して以来、野党の状態が続いていた。その間保守党党首ベンジャミン・ディズレーリは自由党政権の第1次グラッドストン内閣の弱腰外交を批判し、帝国主義政策を訴えて有権者の支持を獲得した。
1874年2月の解散総選挙は、保守党350議席(改選前279議席)、自由党245議席(改選前379議席)、アイルランド議会党57議席という結果に終わり、グラッドストン内閣は総辞職を余儀なくされた。ヴィクトリア女王は2月28日にもディズレーリに組閣の大命を与え、第二次ディズレーリ内閣が発足した。
当時、保守党内には第3代ソールズベリー侯爵ロバート・ガスコイン＝セシルや第4代カーナーヴォン伯爵ヘンリー・ハーバートなど反ディズレーリ的な右派の重鎮政治家が存在したが、ディズレーリが入閣交渉を行った結果、この二人も入閣を了承した。これによって党内右派のディズレーリへの反発はだいぶ抑えられ、内閣は一層安定した。保守党の主要政治家をそれぞれの専門分野に応じて適材適所に配置した内閣でもあり、内閣の能力は著しく高く、第2次ピール内閣以来の保守党安定政権となった。

## 主な政策
内政面では、内務大臣リチャード・クロスが首相ディズレーリの後押しを受けて社会政策の法案を多く成立させた。地方自治体に都市改造を促す労働者住宅改善法、都市衛生化を推進する公衆衛生法、労働組合の平和的ピケッティング（スト破り防止）を解禁する共謀罪及び財産保護法などが制定された。
外交はロシア牽制と帝国主義政策を基調した。エジプト政策ではディズレーリが慎重派の外務大臣ダービー伯爵や大蔵大臣ノースコートを説得してスエズ運河買収に踏み切り、エジプト半植民地化の先鞭をつけた。露土戦争へ至る東方問題ではディズレーリはトルコ領土保全とロシア牽制の立場を貫いたが、その閣内論争の中で対ロシア強硬策に反対する植民地大臣カーナーヴォン伯爵と外務大臣ダービー伯爵が辞職した。露土戦争戦後処理会議ベルリン会議にはディズレーリと外相ソールズベリー侯爵がそろって出席し、ロシアの地中海進出を阻止するとともにキプロスを獲得できた。中東ではインド総督リットン伯爵の主導でロシアの南下政策を牽制する意図から第二次アフガン戦争が実施された。南アフリカでは植民地大臣カーナーヴォン伯爵の主導でトランスヴァール共和国併合が実施された。またその後、英領ナタール行政府高等弁務官ヘンリー・バートル・フレアの主導と植民地大臣ヒックス・ビーチの黙認でズールー戦争が行われ、現地の最大の黒人部族集団ズールー王国が征服された。

## 総辞職の経緯
1876年頃からイギリスに不況と農業不振が到来した。特に地方では政府の救済策の遅れに不満が高まり、保守党から農民同盟が分離する事態となった（農民同盟は1880年の総選挙でも独自候補を立てた）。また自由党のグラッドストンがスコットランド・ミッドロージアンで行ったミッドロージアン・キャンペーンと呼ばれる一連のディズレーリ批判演説は大きな成功を収めた。
その結果、1880年3月から4月にかけて行われた解散総選挙は、保守党238議席（改選前351議席）、自由党353議席（改選前250議席）、アイルランド議会党61議席（改選前51議席）という結果に終わり、第二次ディズレーリ内閣は総辞職を余儀なくされた。代わって第2次グラッドストン内閣が成立する。

## 閣内大臣一覧
| 職名                 | 氏名                                     | 在任期間              |
|                      |                                          |                       |
| 首相 第一大蔵卿      | ベンジャミン・ディズレーリ               | 1874年2月 – 1880年4月 |
|                      |                                          |                       |
| 大法官               | 初代ケアンズ男爵                         | 1874年2月 – 1880年4月 |
| 枢密院議長           | 第6代リッチモンド公爵                    | 1874年2月 – 1880年4月 |
| 王璽尚書             | 第3代マームズベリー伯爵                  | 1874年2月 – 1876年8月 |
| 王璽尚書             | 初代ビーコンズフィールド伯爵             | 1876年8月 – 1878年4月 |
| 王璽尚書             | 第6代ノーサンバーランド公爵              | 1878年4月 – 1880年4月 |
| 内務大臣             | リチャード・クロス                       | 1874年2月 – 1880年4月 |
| 外務大臣             | 第15代ダービー伯爵                       | 1874年2月 – 1878年4月 |
| 外務大臣             | 第3代ソールズベリー侯爵                  | 1878年4月 – 1880年4月 |
| 植民地大臣           | 第4代カーナーヴォン伯爵                  | 1874年2月 – 1878年2月 |
| 植民地大臣           | サー・マイケル・ヒックス・ビーチ准男爵   | 1878年2月 – 1880年4月 |
| 陸軍大臣             | ギャソーン・ハーディ                     | 1874年2月 – 1878年4月 |
| 陸軍大臣             | サー・フレデリック・スタンリー           | 1878年4月 – 1880年4月 |
| インド担当大臣       | 第3代ソールズベリー侯爵                  | 1874年2月 – 1878年4月 |
| インド担当大臣       | 初代クランブルック子爵                   | 1878年4月 – 1880年4月 |
| 財務大臣             | サー・スタッフォード・ノースコート准男爵 | 1874年2月 – 1880年4月 |
| 海軍大臣             | ジョージ・ワード・ハント                 | 1874年2月 – 1877年8月 |
| 海軍大臣             | ウィリアム・ヘンリー・スミス             | 1877年8月 – 1880年4月 |
| 通商長官             | サンドン子爵                             | 1878年4月 – 1880年4月 |
| 郵政長官             | ジョン・マナーズ卿                       | 1874年2月 – 1880年4月 |
| アイルランド担当大臣 | サー・マイケル・ヒックス・ビーチ准男爵   | 1877年8月 – 1878年2月 |
| アイルランド担当大臣 | 後任は閣外大臣                           |                       |
| 庶民院院内総務       | ベンジャミン・ディズレーリ               | 1874年2月 – 1876年8月 |
| 庶民院院内総務       | サー・スタッフォード・ノースコート准男爵 | 1876年8月 – 1880年4月 |
| 貴族院院内総務       | 第6代リッチモンド公爵                    | 1874年2月 – 1876年8月 |
| 貴族院院内総務       | 初代ビーコンズフィールド伯爵             | 1876年8月 – 1880年4月 |